# John Christiansen
John Christiansen (født 11. december 1964) er en dansk langdistanceløber. Han løb for Østerbro-klubben Københavns IF.
Han vandt to danske mesterskaber i 10 000 meter i 1990 og 15 km. landevejsløb i 1988.
Han deltog også tre gange i verdensmesterskaberne i cross. Han vandt det amerikanske mesterskab i cross-country for hold med Brevard College, North Carolina i 1985. (Chicago, Illinois). Han vandt cross-country mesterskabet i North Carolina i 1986 for Brevard College, North Carolina. (Duke University, North Carolina). Han var på Brevard College 1983–1988 og studerede derefter på Copenhagen Business School, siden november 2006 er han Lån & Spar Banks administrerende direktør.

## Internationale mesterskaber
- 1990 VM – 12km cross nummer 138
- 1987 VM – 12km cross nummer 204
- 1985 VM – 12km cross nummer 241

## Danske mesterskaber
- Guld 1990 10.000 meter
- Guld 1990 4 km cross - hold
- Guld 1990 12 km cross - hold
- Guld 1988 15 km landevejsløb
- Sølv 1988 10.000 meter

## Personlige Rekorder
- 1500 meter: 3.52.6 Ballerup Atletikstadion 3. juni 1989
- 3000 meter: 8.03.51 Østerbro Stadion 14. august 1986
- 5000 meter: 13.53.32 1. august 1990
- 10 000 meter: 28.58.1 Århus Stadion 10. august 1990 (Klubrekord i KIF)